# Salim at-Toumi
Pour les articles homonymes, voir Toumi (homonymie).
Titres
Chef des Thaâliba
XVIe siècle – 1516
Emir d'Alger
XVIe siècle – 1516
Salim at-Toumi (en arabe : سليم التومي) ou Salâm al-Thoumi ou Salim al-Thaâlibi est un chef de la tribu des Thaâliba, désigné émir d'Alger au début du XVIe siècle, mort étranglé en 1516 lors de la Prise d'Alger. Il fut l'un des chefs de la tribu ayant tenté de s'opposer à la menace espagnole avant l'arrivée des frères Aroudj et Khayr ad-Din Barberousse, dont l'intervention marqua la fin du pouvoir des Thaâliba, entraînant leur déclin progressif à Alger.

## Biographie
Salim at-Toumi est le chef de la tribu arabe des Thaâliba auquel l’oligarchie citadine commerçante d’Alger laisse le pouvoir pour régner sur la ville au début du XVIe siècle. 
Il aurait été l'époux de la princesse Zaphira, personnage historique à l'existence controversée, qui se serait empoisonnée pour ne pas se marier à Arudj Barberousse après la mort de son mari[réf. à confirmer]. Le couple vivait au Palais de la Jenina.

## Histoire
Favorable à un compromis avec les Espagnols, Salim at-Toumi accepte de leur payer tribut et reconnaît la suzeraineté de Ferdinand le Catholique et voit les marabouts comme des agitateurs et des rivaux.
Les habitants d’Alger, séduits par la protection dont bénéficiaient les habitants de Jijel et excités par les anciennes antipathies des monarchistes, font appel aux corsaires Frères Barberousse pour les délivrer de la menace espagnole. Discrédité et devenu impopulaire, Salam al-Toumi perd toute emprise sur la population algéroise; il cède aux exigences de la population et accepte l’intervention des frères Barberousse. 
Les Algérois font un accueil triomphal à Arudj Barberousse. Ce dernier s'empare du pouvoir  en 1516 après avoir fait assassiner dans son bain Salim at-Toumi qui avait intrigué avec les Espagnols et sa tribu pour se débarrasser des corsaires.